# Блок схема
Блок схемите представляват диаграми, които се използват за изготвяне и записване на алгоритми, за да бъдат изпълнени и да се постигне съответен резултат. Състоят се от геометрични фигури, всяка от които има определено значение. В тези фигури се въвеждат данните, с които трябва да работи изпълнителят на алгоритъма. Блок схемите имат най-значимо приложение в информационните технологии и софтуерното инженерство.

## Основни елементи
- Начало – записва се начало и се огражда, показва началото на алгоритъма
- Вход – записват се входните данни, от които зависи резултатът и без които алгоритъмът е неосъществим
- Оператори – определят се в зависимост от броя на извършваните операции, всяка една се записва в отделен правоъгълник, една след друга
- Логическо условие – да или не и следствията
- Изход – записват се действията, които трябва да бъдат извършени, за да се постигне резултата
- Край – показва края на алгоритъма